# Tiffany Giardina
Pour les articles homonymes, voir Gia.
Tiffany Giardina, alias Stalking Gia, est une chanteuse américaine née le 4 novembre 1993 à New York.

## Biographie
Elle est l'aînée de trois sœurs. Elle sort son premier album à 12 ans en 2006, sur le label 785 Records (en), et le second à 15 ans en 2009. trois singles en sont extraits, dont Hurry up and save me et No Average Angel qui apparaissent aussi sur la bande originale du film pour adolescents Another Cinderella Story de 2008. Une autre de ses chansons, Shine, apparaît en 2008 sur celle du film d'animation La Fée Clochette, des Studios Disney. Une autre, Life is A Fairytale, sert de thème musical à une publicité pour la poupée Barbie et a son film d'animation Barbie : A Fashion Fairy Tale, et sort en single en 2010. 
En 2011, à la suite d'un changement de label, elle prend le nouveau nom de scène Gi@, d'après son surnom Gia.

## Discographie

### Singles
- 2006 : Sure Don't Feel Like Christmas
- 2009 : Hurry Up and Save Me
- 2009 : No Average Angel
- 2010 : I'm Not Crazy
- 2010 : Life Is a Fairytale

### Albums
- 31 octobre 2006 : We've Got Christmas (Monde : 500 000 ex ; EU : 120 000 ex)
- 20 janvier 2009 : No Average Angel  (Monde : 300 000 ex ; EU : 90 000 ex)

Mini-album
- 7 septembre 2010 : Paper Made Hearts  (Monde : 200 000 ex ; EU : 100 000 ex)

### Compilations
- 26 août 2008 : Another Cinderella Story OST (chansons Hurry up and save me et No Average Angel)
- 14 octobre 2008 : Tinkerbell OST (chanson Shine)

### Voix française
Il existe une version française des chansons qu'a interprétées Tiffany dans Barbie et la Magie de la mode et La Fée Clochette. Dans les deux films, la voix française de Tiffany est la chanteuse Bénédicte Lécroart.